# Plecia ugandaensis
Plecia ugandaensis är en tvåvingeart som beskrevs av Hardy 1948. Plecia ugandaensis ingår i släktet Plecia och familjen hårmyggor. Inga underarter finns listade i Catalogue of Life.